# Andrée Poulin
 (novembre 2016).
Pour les articles homonymes, voir Poulin.
Andrée Poulin, née à Orléans (maintenant Ottawa, Ontario), est une femme de lettres franco-ontarienne. Elle a publié une soixantaine de livres (albums et romans) pour les jeunes de 4 à 14 ans.

## Biographie
Andrée Poulin est membre de l'Union des écrivaines et écrivains québécois, de l'Association des écrivains québécois pour la jeunesse, de l'Association des auteurs et auteures de l'Outaouais, de l'Association des auteures et auteurs de l'Ontario français et de Communication-Jeunesse.

## Thématique et esthétique
À la découverte de l'Ontario français (2012) est un texte documentaire présentant des éléments d'histoire et de culture de l'Ontario français. Ce document vise la construction identitaire des jeunes Franco-Ontariens, à renforcer leur fierté et leur désir de préserver le français.
Andrée Poulin est convaincue de l'importance de lire à voix haute pour le développement du plaisir de la lecture chez l'enfant. Elle déplore que le Québec est à la traine sur cet aspect par rapport aux États-Unis et la Pologne.

## Livres
- Jules et Virgule, deux têtes de mules Illustrations: Juliette Miron. Éditions Dominique et compagnie. 2025. 32 pages.
- Courir les mouches à feu. Collection Zèbre. Éditions Bayard Canada. 2025. 192 pages.
- Quand ils sont venus. Illustrations: Sophie Casson. Éditions de l'Isatis. 48 pages. 2024.
- Ce n'est pas mon dégât. Illustrations: Louis-Philippe St-Laurent. Édition Druide. 32 pages. 2024.
- Le père Noël raffole des pets de soeur. Illustrations: Jean Morin. Éditions de la Bagnole. 32 pages. 2024.
- Les petites bêtises.  Illustrations: Josée Masse. Éditions Auzou. 32 pages. 2024.
- Semer des soleils. Illustrations: Enzo.  Éditions la courte échelle. 114 pages. 2024
- On se tait s'il vous plait! Illustrations: Audrey Malo. Québec Amérique. 32 pages. 2023.
- Le treizième cochonnet. Illustrations: Martina Tonello. Comme des géants. 32 pages. 2022.
- Comment faire dormir papa? Illustrations: Jean-Claude Alphen. Éditions d'Eux. 64 pages. 2022.
- Pollution plastique. Illustrations: Jean Morin. Éditions de l'Isatis. 56 pages. 2021.
- Ma girafe fait des gaffes.  Illustrations: Mylène Rigaudie. Éditions Auzou. 32 pages. 2021
- Le père Noël est allergique au ménage. Illustrations: Jean Morin. Éditions de la Bagnole. 32 pages. 2021
- Burying the Moon. Illustrations: Sonali Zohra. Groundwood Books. 112 pages. 2021.
- Donner  Illustrations: Yves Dumont. Éditions La Bagnole. 32 pages. 2020.
- Que faire avec un invité qui ronfle et qui pète? Illustrations: Geneviève Després. Québec Amérique. 32 pages. 2021.
- Des bisous? Ouache! Illustrations: Anne-Claire Delisle. Auzou Canada. 32 pages. 2020.
- J'avais tout prévu sauf les bélugas. Éditions Bayard Canada. 200 pages 2019.
- Enterrer la lune. Illustrations: Sonali Zohra. Éditions La courte échelle. 120 pages. 2019.
- Ce n'est pas comme ça qu'on joue au hockey Illustrations: Félix Girard. Éditions Québec Amérique. 32 pages. 2019.
- Ils ne veulent pas jouer avec moi? Illustrations: Lucille Danis Drouot. Éditions Dominique et compagnie. 32 pages. 2019
- Le meilleur moment/Le pire moment. Illustrations: Philippe Béha. Éditions La Bagnole. 32 pages. 2018.
- Qui va bercer Zoé? Illustrations: Mathieu Lampron. Éditions Les 400 coups. 32 pages. 2018.
- L'album jeunesse, un trésor à exploiter : concepts clés et activités pour maximiser le potentiel pédagogique des albums. Chenelière. 2017. 240 pages.
- Deux garçons et un secret.  Illustrations: Marie Lafrance. Éditions La Bagnole. 32 pages. 2016.
- Les mots-amis.  Ma bulle. 2016. 24 pages.
- Manchots au chaud. Illustrations: Oussama Mezher. Éditions de l'Isatis. 32 pages.  2016.
- Y'a pas de place chez nous. Illustrations: Enzo Lord Mariano. Éditions Québec Amérique. 32 pages. 2016.
- Une cachette pour les bobettes. Illustrations: Boum. Éditions Druide. 2016. 32 pages.
- Disparition sous le baobab. Québec Amérique. 2015.
- N'aie pas peur.  Illustrations: Véronique Joffre. Comme des géants. 2015.
- Pablo trouve un trésor.  Illustrations: Isabelle Malenfant.Éditions Les 400 coups.  2014.
- Un bain trop plein. Illustrations: Anne-Claire Delisle. Éditions Dominique et Compagnie. 2014.
- La plus grosse poutine du monde Collection Zèbre. Bayard. 2013. 159 pages.
- Le père Noël ne sait pas dire non.  Éditions de la Bagnole. 2013. 32 pages.
- Babette déteste la bicyclette. Collection mini-Bilbo. Québec Amérique. 2014.
- À la découverte de l'Ontario français.  Éditions L'Interligne. 2012. 36 pages.
- Sous le lit de Loulou, Éditions Imagine, 24 pages. 2013.
- Pissenlit mon ami, Éditions de l'Isatis. 24 pages. 2013.
- Les Mouffettes de Babette, Collection mini-Bilbo, Québec Amérique, 2011.
- Le Meilleur endroit/Le Pire endroit Éditions Imagine, 2011
- Mon papa ne pleure pas Éditions de l’Isatis. 2011. 24 pages.
- Cent bonshommes de neige. Dominique et compagnie. 2011. 32 pages.
- La corde à linge magique Éditions Imagine  2010. 32 pages.
- Mathilde Touche-à-Tout  Collection Mini-Rat de Bibliothèque. Erpi. 2010. 24 pages.
- Pipi dehors!   Collection Raton Laveur. Bayard.  2010.  24 pages.
- Mon papa n’écoute pas  Éditions de l’Isatis. 2010. 24 pages.
- Miss Pissenlit   Collection Titan+. Québec Amérique. 2010. 384 pages.
- La classe de madame Caroline. Collectif. (recueil de nouvelles) Dominique et Compagnie. 2010. 114 pages.
- Grognon ou glouton. Collection Rat-de-bibliothèque. Erpi. 2010. 24 pages.
- Où sont passés les zippopos?, Collection Bilbo, Québec Amérique, 2009
- Blanche-Neige Conte classique. Éditions Imagine. 2009.  32 pages.
- Mon Papa ne pue pas  Éditions de l’Isatis. 2009. 24 pages
- La Plus belle robe du royaume. Éditions Bayard, 2008
- Le Pire Moment, Éditions Imagine, 2008
- Les Marionnettes de Babette, Collection mini-Bilbo, Québec Amérique, 2008.
- Qui sauvera Bonobo?, Éditions Imagine, 2008
- Le Meilleur Moment, Éditions Imagine, 2007
- Les Cacahouettes de Babette, Collection mini-Bilbo, Québec Amérique, 2007.
- Mes parents sont gentils mais tellement girouettes, Éditions FouLire, 2007.
- Les Petites Couettes de Babette, Collection mini-Bilbo, Québec Amérique, 2006.
- Une maman pour Kadhir, Imagine, 2006.
- Les Impatiences de Ping, Collection Gulliver, Québec Amérique, 2005.
- La Disparition du bébé chocolat, Collection Gulliver, Québec Amérique, 2004.
- Ping-Pong contre Tête-de-Navet Collection Bilbo, Québec Amérique, 2003.
- Pistache et les étoiles, Collection Pour lire avec toi, Éditions Héritage, 1983.

## Prix et distinctions
- Lauréate du concours littéraire de l’Association canadienne d’éducation de langue française (ACELF) en 1981, pour Pistache et les étoiles (Héritage).
- Lauréate du concours de journaliste du Secrétariat d’État au développement scientifique et culturel, en 1982. Prix : stage de trois mois au quotidien Le Devoir.
- Lauréate de la Bourse Tiers-Monde de la FPJQ, en 1987
- Prix littéraire LeDroit 2005 pour Ping-Pong contre Tête-de-Navet
- Prix littéraire LeDroit 2006 pour Les Impatiences de Ping
- Invitée d’honneur au Salon du livre de l’Outaouais 2007.
- Mention spéciale du jury du Prix Le Droit 2007 pour Une maman pour Kadhir
- Première écrivaine en résidence à la Bibliothèque municipale de Gatineau 2009.
- Prix littéraire LeDroit 2009 pour Où sont passés les zippopos?
- Prix des abonnés du Réseau des bibliothèques de la Ville de Québec pour Mon papa ne pue pas, 2010
- Prix du livre jeunesse des bibliothèques de Montréal pour Miss Pissenlit, 2011
- Sélection de l'album Le meilleur endroit/Le pire endroit par le Conseil canadien d’évaluation des jouets pour sa liste 2012 des dix meilleurs livres de l'année.
- Mention spéciale du jury du Prix Le Droit 2013 pour le documentaire À la découverte de l'Ontario français.
- Prix littéraire Le Droit 2014 pour La plus grosse poutine du monde [5]
- Prix d’honneur associé au prix Tamarac 2014 pour le documentaire À la découverte de l'Ontario français
- Prix Tamarac 2015 pour La plus grosse poutine du monde [6]
- Prix TD de littérature jeunesse pour l’enfance et la jeunesse 2014 pour La plus grosse poutine du monde[7]
- Mention honorable au prix Peuplier 2016 (Ontario Library Association) pour Un bain trop plein
- Mention d'honneur au prix Peuplier 2019 pour Qui va bercer Zoé?
- Finaliste au prix Harry Black 2019 pour Qui va bercer Zoé?
- Finaliste au Prix TD de littérature jeunesse 2019 pour Qui va bercer Zoé?
- Prix Espiègle 2020 pour Enterrer la lune[7]

- Prix des libraires du Québec Jeunesse 2021[8] (Catégorie Québec, 6-11 ans) pour Enterrer la lune, illustré par Sonali Zohra
- Récipiendaire d'un doctorat honorifique de l'Université d'Ottawa - 2023[9]
- Récipiendaire de l’Ordre de Gatineau 2024[10], la plus haute distinction honorifique remise par la Ville de Gatineau. Cette distinction rend hommage à des personnes pour l'ensemble de leur œuvre, leur engagement et leurs réalisations exceptionnelles.
- La plus grosse poutine du monde gagne le Combat des livres jeunesse Radio-Canada 2023[11],
- Prix des libraires du Québec 2025.  Semer des soleils sélectionné pour la liste préliminaire.
- Prix des libraires du Québec 2025. Quand ils sont venus sélectionné pour la liste préliminaire.
- Prix des libraires du Québec 2025. Semer des soleils, lauréat du prix dans le volet 6-11 ans[12]
- Prix Espiègle 2025 pour Quand ils sont venus 13